# Сафир-2
«Сафир-2» (перс. سفير ۲‎, буквально Посланник-2) — ракета-носитель семейства «Сафир», созданная в Иране. Запускается с космодрома Семнан.

По словам официальных представителей Ирана, 
Все части и детали данного спутника, а также ракеты-носителя «Сафир-2», например, двигатель ракеты-носителя, при создании которого использовались самые передовые технологии, были спроектированы и произведены славными специалистами аэрокосмической промышленности Исламской Республики Иран.
Двухступенчатая ракета-носитель «Сафир-2» весит 26 тонн, её длина составляет 22 метра, а диаметр — 1,25 метра. По мнению американских исследователей, «Сафир» использует в качестве топлива несимметричный диметилгидразин. Российские эксперты предполагают, что двигатели работают на штатных компонентах топлива ракеты Р-17 (поскольку предполагается преемственность РН Сафир-2 от БР Шахаб-3 — Нодон — Р-17): окислитель АК-27И и горючем ТМ-185 (смесь углеводородов, близкая к скипидару).
2 февраля 2009 года ракета-носитель успешно вывела на околоземную орбиту первый национальный спутник Ирана «Омид».
15 июня 2011 года с помощью Сафир-2 успешно запущен второй иранский спутник «Расад».
3 февраля 2012 года РН Сафир-2 вывела на низкую опорную орбиту третий иранский спутник «Навид».
Предполагается, что 23 мая и в октябре 2012 года состоялись неудачные попытки запуска спутника наблюдения Земли «Фаджр», которые Ираном объявлены не были.